# 兒童文學 (雜誌)
《兒童文學》是由中國作家協會和中國共青團中央聯合創辦，由中國少年兒童出版社主辦的一本雜誌。

## 發展歷程
1963年10月，《兒童文學》雜誌於北京創刊。當時为叢刊。文化大革命期間，雜誌停刊。
1977年雜誌復刊，當年7月，復刊第一期出版。
1979年7月，雜誌改為月刊。
2006年，《兒童文學（选萃版）》創辦，雜誌變為半月刊。
2008年7月，《兒童文學（下）》創辦，《兒童文學》雜誌變為旬刊。
2014年，《儿童文学》杂志分为“经典”、“选萃”、“时尚”、“美绘”四本。